# ポリブタジエン
ポリブタジエン（英: polybutadiene）は1.3-ブタジエンの重合により作られる、汎用合成ゴムの一種。別名、ブタジエンゴム。BRの略号で呼ばれる。天然ゴム、ソ連の化学者セルゲイ・V・レーベジェフが見つける。ドイツのヒュルス社が量産化を果たした。自動車生産台数の増加に伴い生産量が増加しており、特に中国の生産能力は2011年から急増した。

## 製法
1.3-ブタジエンを溶液重合または乳化重合することにより得られる。溶液重合法ではニッケル系、コバルト系、チタン系やアルキルリチウム触媒が使われ、触媒の種類によりミクロ構造が変化する。分子構造により、シス1,4が90%以上を占める高シスタイプとシス1,4が40%以下の低シスタイプに大別され、それぞれが工業化されている。スチレンと共重合したものはスチレン・ブタジエンゴムとなる。一方、乳化重合法で作られたものは主としてABS樹脂の原料となる。乳化重合法で製造されたものは加工性に劣るとされる。

## 用途
弾性、耐摩耗性、低温特性に優れ、タイヤやゴムホース、ゴルフボール、スーパーボールなどに用いられる。他種のゴムと混合されることも多く、タイヤに用いる場合には天然ゴムやSBRと混合する。混合により耐チッピング性や耐ウエットスキッド性が補われる。